# Leucochlaena luteosignata
Leucochlaena luteosignata là một loài bướm đêm trong họ Noctuidae.